# Edina Müller
Pour les articles homonymes, voir Müller.
Edina Müller, née le 28 juin 1983 à Bergisch Gladbach, est une joueuse de basket-ball en fauteuil roulant allemande et une canoéiste KL1. 
Elle joue pour l'ASV Bonn dans la ligue allemande de basket-ball en fauteuil roulant et pour l'équipe nationale. En tant que membre de l'équipe nationale féminine allemande, elle remporte le bronze à la Coupe du monde 2006 à Amsterdam, est trois fois championne d'Europe (en 2007, 2009, 2011), médaillée d'argent aux Jeux paralympiques d'été de 2008 à Pékin et médaillée d'or aux Jeux paralympiques d'été de 2012 à Londres. L'équipe est élue équipe de l'année 2008 dans le sport pour handicapés et se voit remettre la plus haute distinction sportive allemande, la Silbernes Lorbeerblatt (feuille de laurier d'argent). Elle reçoit une deuxième feuille d'argent après avoir remporté la médaille d'or aux Jeux  de 2012. 
Müller est également deux fois championne des États-Unis (2006-2008) avec son équipe universitaire les Fighting Illini de l'Illinois de l'Université de l'Illinois à Urbana-Champaign, et aide l'ASV Bonn à remporter la Coupe d'Europe à Valladolid en 2009. De 2011 à 2014, elle joue pour le Hambourg SV.
Müller prend sa retraite du basket-ball en fauteuil roulant après le Championnat du monde 2014 à Toronto, au cours duquel elle remporte l'argent, et se met au canoë. En mai 2015, elle remporte l'argent dans la course féminine KL1 200 m lors de la Coupe du monde à Duisbourg. En mai 2016, elle remporte l'or dans cette épreuve lors de la Coupe du monde à Duisbourg. En septembre 2021, elle est sacrée championne olympique de la discipline.

## Biographie
Edina Müller est née le 28 juin 1983 à Bergisch Gladbach, et grandit dans la ville rhénane de Brühl. En 2000, à l'âge de 16 ans, elle joue au volley-ball et ressent des douleurs dans le dos. Un médecin lui redresse le dos, mais au bout de deux heures, elle perd la sensation dans ses jambes. Elle est transportée d’urgence à l’hôpital où un caillot de sang est découvert. Diagnostiquée paraplégique, elle passe les quatre mois suivants à l’hôpital. Elle doit redoubler sa 10e année au lycée Max Ernst, mais obtient son diplôme en 2003. Bien qu'elle ait commencé à utiliser un fauteuil roulant, elle souhaite reprendre le sport et essaye d'abord le volley-ball assis. Elle se lance ensuite dans le tennis en fauteuil roulant, remportant l'Open de Hongrie en 2005, mais se tourne finalement tournée vers le basket-ball en fauteuil roulant, jouant pour l'ASV Bonn. En 2005, elle est invitée à participer à un camp d'entraînement de l'équipe nationale allemande par son entraîneur, Holger Glinicki. L'année suivante, elle rejoint l'équipe nationale et remporte le bronze aux Championnats du monde à Amsterdam,.
Le mentor et professeur de Müller à l'Université de Cologne, Dr Horst Strohkendl, lui conseille de poursuivre sa carrière sportive aux États-Unis. Elle participe à un camp de basket-ball d'une semaine dans l'Illinois en 2006, où elle est remarquée par Michael Frogley, l'entraîneur de l'équipe nationale masculine canadienne de basket-ball en fauteuil roulant et de l'équipe universitaire des Fighting Illini de l'Illinois de l'Université de l'Illinois à Urbana-Champaign,. Au cours des deux années où elle en est membre, l'équipe remporte le championnat national. Pendant les vacances semestrielles, elle voyage avec l'équipe nationale féminine allemande pour des tournois et des camps de préparation. En 2007, les Allemandes deviennent championnes d'Europe devant leur public à Wetzlar.
Müller obtient son diplôme de l'Université de l'Illinois en 2008 avec un baccalauréat en sciences en kinésiologie et retourne en Allemagne, où elle aide l'ASV Bonn à remporter la Coupe d'Europe à Valladolid en 2009. En 2011, elle commence à jouer pour le Hambourg SV. Son diplôme américain est accepté en Allemagne et elle obtient son diplôme de thérapeute en réadaptation à l'hôpital de traumatologie BG de Hambourg-Boberg. Elle travaille avec des patients paraplégiques, les aidant à devenir mobiles en fauteuil roulant, en renforçant les muscles de la poitrine et du haut des bras. « Cela fait une différence », dit-elle, « que la thérapeute ne puisse pas non plus marcher. ».
En septembre 2008, Müller participe aux Jeux paralympiques à Pékin, mais l'Allemagne est battue dans le match pour la médaille d'or par l'équipe des États-Unis, qui comprend un certain nombre d'anciennes coéquipières et adversaires de l'Université de l'Illinois. L'équipe allemande remporte donc la médaille d'argent paralympique. Après les Jeux paralympiques, la performance de l'équipe est jugée suffisamment impressionnante pour qu'elle soit nommée Équipe nationale de l'année et elle reçoit la Silbernes Lorbeerblatt, la plus haute distinction sportive allemande, du président allemand Horst Koehler. Brühl lui rend hommage en l'inscrivant dans son Livre d'or.
Müller aide l'équipe nationale à défendre son titre de championne d'Europe à Stoke Mandeville, en Angleterre en 2009. Elles espèrent une revanche contre les États-Unis aux Jeux paralympiques de 2012 à Londres, mais affrontent plutôt l'équipe qui a battu les Américaines, l'équipe australienne, qui comprend aussi ses anciennes coéquipières de l'Illinois Shelley Matheson (en) et Bridie Kean. Elles battent les Australiennes devant une foule de plus de 12 000 personnes pour remporter la médaille d'or,. Elles reçoivent une autre Silbernes Lorbeerblatt du président Joachim Gauck en novembre 2012, et sont de nouveau nommées équipe de l'année 2012.
Müller prend sa retraite du basket-ball en fauteuil roulant après le Championnat du monde de 2014 à Toronto, au cours duquel elle remporte l'argent. Elle se lance ensuite dans le canoë et s'entraîne au Club de canoë de Hambourg. « Grâce au basket-ball », dit-elle, « j'ai appris à toujours avoir un objectif important en vue. Si quelque chose ne se passe pas comme prévu, ce n'est pas la fin du monde. Mais il est toujours utile d'avoir un objectif fixé devant soi. ». Selon son entraîneur, Jens Kröger, « c'est facile de la motiver. Elle se bat pour atteindre un objectif d'entraînement. Elle n'abandonne jamais. ». Son travail acharné porte ses fruits. Non seulement elle est sélectionnée dans l'équipe nationale, mais en mai 2015, elle remporte l'argent en KL1 200 m KL1 à la Coupe du monde à Duisbourg avec un meilleur temps personnel de 59 s 981, son premier temps sous la minute,. Le 19 mai 2016, lors de la Coupe du monde 2016 à Duisbourg, elle fait mieux en remportant l'or malgré le chavirage de son canoë ce matin-là pendant l'échauffement,.
Aux Jeux paralympique de 2020, elle monte pour la deuxième fois sur la première marche d'un podium paralympique en remportant l'or en KL1 200 m, trois ans après avoir remporté l'argent sur la même course.

## Palmarès

### Basket-ball

#### Jeux paralympiques
- Jeux paralympiques d'été de 2008 à Pékin :
  -  médaille d'argent du tournoi féminin
- Jeux paralympiques d'été de 2012 à Londres :
  -  médaille d'or du tournoi féminin

#### Championnats du monde
- Championnats du monde 2006 à Amsterdam :
  -  médaille de bronze du tournoi féminin
- Championnats du monde 2010 à Birmingham :
  -  médaille d'argent du tournoi féminin
- Championnats du monde 2014 à Toronto :
  -  médaille d'argent du tournoi féminin

### Paracanöe

#### Jeux paralympiques
- Jeux paralympiques d'été de 2016 à Rio de Janeiro :
  -  médaille d'argent en KL1
- Jeux paralympiques d'été de 2020 à Tokyo :
  -  médaille d'or du tournoi féminin

#### Championnats du monde
- Championnats du monde 2015 à Milan :
  -  médaille d'argent en KL1
- Championnats du monde 2016 à Duisbourg :
  -  médaille d'or en KL1
- Championnats du monde 2019 à Szeged :
  -  médaille d'argent en KL1
- Championnats du monde 2021 à Copenhague :
  -  médaille d'argent en KL1

## Distinctions
- 2008 : Équipe de l'année[9]
- 2008 : Silbernes Lorbeerblatt[5]
- 2009 : Inscription au Livre d'or de la ville de Brühl[9]
- 2012 : Équipe de l'année[12]
- 2012 : Silbernes Lorbeerblatt[11]
- 2013 : Sportive de l'année de Hambourg[20]